# Línea de base (informática)
Una línea base o baseline según el estándar de la IEEE es una especificación o producto que ha sido revisado formalmente, sobre el que se ha llegado a un acuerdo, y que de ahí en adelante servirá como base para un desarrollo posterior que puede cambiarse solamente a través de procedimientos formales de control de cambios.

## Paso del desarrollo a la línea base
Mientras el producto se encuentra en un proceso de desarrollo se pueden realizar cambios sin impedimentos. Una vez que el equipo de desarrollo decide que el producto puede darse como terminado el mismo pasa por una etapa de revisión formal que involucra actividades de SQA y finalmente la aprobación por parte del cliente.
Una vez que el producto es aprobado establece una base o estado estable para el mismo y deberá pasar por un protocolo de control de cambios si se desea realizar alguna modificación sobre él.